# Iglesia arciprestal de San Mateo
La iglesia arciprestal de San Mateo Apóstol, situada en la Plaza de la Iglesia de la localidad de San Mateo (provincia de Castellón, España), es un templo del siglo XIII con intervenciones de los siglos XV, XVII y XVIII.
Hechos de relevancia acaecidos en la iglesia arciprestal fueron los siguientes:
- La celebración de las dos últimas sesiones de la disputa de Tortosa bajo la presidencia de Benedicto XIII, el Papa Luna, los días 10 y 12 de noviembre de 1414.
- Finalización del Cisma de Occidente en 1429 con la renuncia en esta iglesia de Clemente VIII, sucesor de Benedicto XIII ante el cardenal legado Pedro de Foix.

## Descripción

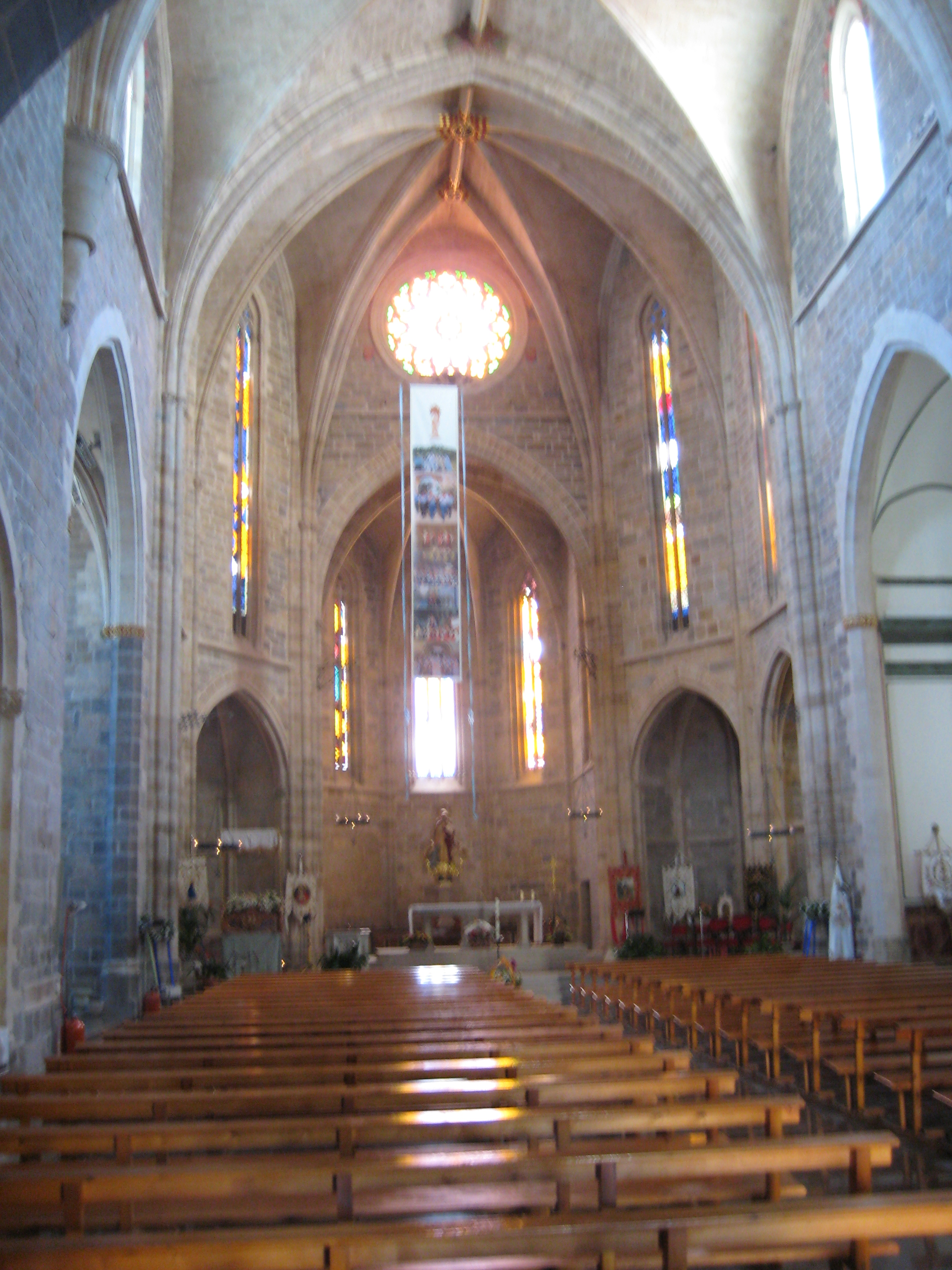
Interior de la iglesia.

### Portada
El primer punto a tener en cuenta es la portada románica. Junto con el primer tramo de nave, es el único resto que queda de la primitiva iglesia del tipo llamado gótico valenciano "de reconquista" que se construyó bajo el dominio de la orden del Hospital entre 1237 a 1257. Esta portada está compuesta por tres capiteles adosados en cada parte decorados con los siguientes motivos. De derecha a izquierda son los siguientes:
- D1.- Adán y Eva en el paraíso.
- D2.- Presentación de la cabeza de S. Juan Bautista.
- D3.- Hojas de acanto.
- I1.- Hojas acuáticas
- I2.- Lucha entre animales
- I3.- Hojas de acanto.

Esta portada románica constituye una de las principales muestras de arquitectura tardo-románica en la Comunidad Valenciana.

### Nave principal
El cuerpo principal de la iglesia lo constituye la nave de estilo gótico valenciano. Fue construida entre 1350 y 1360 bajo el dominio de la Orden de Montesa. Se sobrepuso a la primitiva nave románica de la que se servía de andamio en el momento de la construcción y que se iba derruyendo tal como se iba superando. La construcción de la nave gótica no se finalizó, razón por la que todavía subsiste la portada románica como resto de la primitiva iglesia románica enclavada dentro de la construcción gótica. La portada lateral de estilo gótico primitivo posee preciosas escenas esculpidas en los capiteles. La torre campanario es octogonal de una altura de 32 metros.
La iglesia es de nave única correspondiendo el primer tramo a la nave románica y el resto a la nave gótica. La cubierta de la nave románica es a doble vertiente de madera sobre arcos perpiaños, mientras que la cubierta en la nave gótica es de crucería con bóvedas nervadas.

### Capillas
Existen capillas laterales, siendo las más importantes las situadas a la derecha o lado de la Epístola. La primera que encontramos es del siglo XVII y actualmente alberga la imagen de la patrona de nuestra población, la Virgen de los Ángeles. La segunda fue construida hacia 1790 para albergar las reliquias de un mártir que fueron encontradas en las catacumbas de Santa Priscila. Estos restos están expuestos en la urna situada en el brazo opuesto del crucero. Se trata de la momia de un mártir anónimo al que se llamó San Clemente en honor del Papa de la época.

### Sacristía
A la derecha del ábside poligonal se encuentra la sacristía. Conviene observar si está abierta porque indica la presencia del capellán que les facilitará el acceso al Museo Arciprestal, donde podrán admirar interesantísimas piezas de culto, destacando las piezas de orfebrería gótica realizadas por orfebres de Sant Mateu. La pieza principal es una cruz procesional de plata dorada con esmaltes de finales del siglo XIV, que fue sufragada por la familia Comí, familia de mercaderes laneros. Otra pieza a destacar es el cáliz del Papa Luna de principios del siglo XV.